# Ping An Finance Center Tower 1
Das Ping An Finance Center Tower 1 ist ein superhoher Wolkenkratzer in Jinan (Shandong) in der Volksrepublik China. Das Bauwerk ist 360  Meter hoch und hat 63 Stockwerke. Die Bauarbeiten begannen 2018 und wurden 2023 abgeschlossen.
Das gemischt genutzte Gebäude, umfasst sowohl Büroflächen als auch Hotelräume und Einzelhandelsflächen.  Auf der Krone des Gebäudes befindet sich ein üppiger Garten. Das Gebäude befindet sich mitten in der Innenstadt von Jinan, in der Nähe des Metropolis Vanke Center, wobei beide Gebäude architektonisch aufeinander abgestimmt sind.